# 红顶啄木鸟
红顶啄木鸟是一种啄木鸟，分布于北美洲东南地区。一些分类机构（如美国鸟类学家协会）将其归在“三趾啄木鸟属”下。